# Союн Гюлли кызы
Союн Гюлли кызы (1915, Тифлисская губерния, Российская империя — неизвестно, Болнисский район, Грузинская ССР) — звеньевая колхоза имени Жданова Болнисского района, Грузинская ССР. Герой Социалистического Труда (1949).

## Биография
Родилась в 1915 году в крестьянской семье в одном из сельских населённых пунктов Тифлисской губернии. После окончания местной начальной школы трудилась в сельском хозяйстве. Во время коллективизации вступила в колхоз имени Жданова Болнисского района. С середины 1940-х годов — звеньевая табаководов в этом же колхозе.
В 1948 году звено под её руководством собрало в среднем с каждого гектара по 28,1 центнера листьев табака сорта «Трапезонд» с площади 3 гектара. Указом Президиума Верховного Совета СССР от 3 мая 1949 года удостоена звания Героя Социалистического Труда за «получение высоких урожаев кукурузы и табака в 1948 году» с вручением ордена Ленина и золотой медали «Серп и Молот» (№ 3516).
В 1949 году звено Союн Гюлли кызы собрало в среднем с каждого гектара по 32,5 центнера листьев табака сорта «Трапезонд» на участке площадью 3 гектара. За эти выдающиеся трудовые результаты была награждена вторым Орденом Ленина.
После выхода на пенсию проживала в Болнисском районе. Дата смерти не установлена.
Награды
- Герой Социалистического Труда
- Орден Ленина — дважды (1949; 25.09.1950)